# Die Erde von oben (Dokumentarfilm)
Die Erde von oben (französischer Originaltitel La Terre vue du ciel) ist ein französischer Dokumentarfilm von Renaud Delourme, der unseren Planeten Erde mittels wunderbarer, teilweise aber auch alarmierender Luftbilder darstellt. Der Film wurde auf der Grundlage von Fotografien produziert, die der französische Fotograf und Umweltschützer Yann Arthus-Bertrand bereits für die gleichnamige Serie von Büchern Die Erde von oben – Tag für Tag aufgenommen hatte.
Im Rahmen von verschiedenen Geschichten, die ein Mann einem Kind vor dem Einschlafen erzählt, werden die Widersprüche zwischen Naturgeschehen und menschlichem Handeln aufgezeigt. Dabei wird hervorgehoben, wie sehr die Menschen das Gleichgewicht der Natur beeinträchtigen, so dass zunehmend Wüsten entstehen, durch rasch wachsende Städte, intensive Bewirtschaftung durch Ackerbau und Viehzucht, Umweltverschmutzung, Entwaldung etc.